# Острови Товариства
17°30′00″ пд. ш. 149°50′00″ зх. д. / 17.5° пд. ш. 149.83333333333° зх. д.

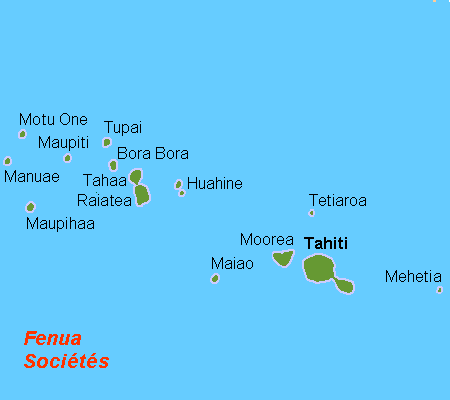
Мапа Островів Товариства

Острови Товариства (фр. Archipel de la Société), архіпелаг у Французькій Полінезії, розділений на Навітряні і Підвітряні острови; площа 1685 км²; населення 142 тис. (1983). Адміністративний центр Папеете на Таїті.

## Географія
Навітряні острови (фр. îles du Vent) мають площу 1200 км²; населення 227 807 (серпень 2007). Вони складаються з Таїті, Моореа (площа 132 км²; населення 7 тис.), Майо (або Тубуай-Ману, 9 км²; населення 200), Мегетіа і атола Тетіароа.
Підвітряні острови (фр. îles Sous-le-Vent) мають площу 404 км²; населення 19 тис. Вони складаються з вулканічних островів Раіатеа, Гуагіне, Бора-Бора, Маупіті, Тагаа і 4-х менших атолів.

## Історія
Належать Франції з 1768 року, перебували під протекторатом Франції з 1843 і стали колонією у 1880. Вважається, що архіпелаг був названий капітаном Джеймсом Куком на честь Лондонського королівського товариства, яке фінансувало перше наукове дослідження островів. Проте сам Кук написав в журналі: назва зв'язана з тим, що «острови лежать близько один від одного».